# Fernando Otero
Fernando Otero  es un compositor, pianista, vocalista, bajista, director musical, arreglador, escritor, productor y multiinstrumentista argentino radicado en Nueva York desde 1992.

## Carrera
Hijo de Elsa Marval, cantante de ópera, pianista y actriz, comenzó a sus estudios musicales a los cinco años de edad, recibiendo lecciones de canto y piano impartidas por su madre.
Dentro de un marco propio de la música clásica contemporánea y con la suma de la improvisación, la música de Buenos Aires es el origen del sonido instrumental de Fernando Otero. La crítica internacional lo ha establecido como un pianista virtuoso
y una figura de innovación en materia compositiva,
 que ha desarrollado una voz que convocó la atención de artistas vinculados tanto al género clásico como a la escena del jazz como Quincy Jones, Kronos Quartet, Eddie Gómez, Paquito D'Rivera, Imani Winds, Ahn Trio, Inbal Segev, Yana Reznik, Dave Valentin y Dave Grusin, con quienes ha colaborado en diferentes álbumes. Sus giras anuales abarcan Estados Unidos,
Canadá y Europa. Otero adapta su propuesta a distintos formaciones, presentándose como solista,o bien con dúos, tríos, cuartetos de cuerdas y quintetos, ofreciendo también un programa para piano y orquesta.
En el año 2005 Eddie Gómez presentó a Otero como uno de los grandes pianistas de la nueva generación. Ha compuesto obras para orquesta sinfónica, de cámara, cuartetos de cuerdas, quintetos de vientos y conciertos para piano, bandoneón y chelo.
Su catálogo además incluye piezas para instrumentos solos y bandas sonoras para largometrajes y teatro. Su álbum Prima Donna, editado por Siderata Records en junio del 2014, representa un tributo a su madre, Elsa Marval. Contiene obras para piano, piezas orquestales, una sonata para violín solo y una versión de la legendaria obra de Quincy Jones “The Pawnbroker” arreglada por Fernando, y producida ante la sugerencia y tutela del mismo Quincy personalmente.
Ritual, álbum lanzado en 2015, es una colección de piezas para orquesta, agrupadas de manera conceptual que muestran al compositor abocado a la construcción de bloques y texturas orquestales. Bajo un criterio similar, aunque con significativos agregados tímbricos como la ejecución del órgano de tubos a cargo del mismo Otero, su producción discográfica publicada en 2016 bajo el título de Enigma marca una expansión del vocabulario ya establecido en sus trabajos anteriores. En 2017, Solo Buenos Aires, es un compendio de canciones argentinas que pertenecen al repertorio de Tango Tradicional, y muestra a Otero abarcando todas sus diferentes facetas artísticas, interviniendo como vocalista, multinstrumentista, compositor, arreglista y productor. En 2018 ha publicado Astrantia, un trabajo que nuclea artistas de diversos orígenes culturales y geográficos. En 2020, su álbum "Can your Hear The Flowers" ofrece obras para Violin Solo y Piano Solo, en un contexto de música clásica contemporánea. Momentum, álbum publicado en 2022, contiene canciones en las cuales Otero ejecuta duetos con distintas cantantes femeninas y utiliza sintetizadores como el centro de su arquitectura sonora. Tras publicar diversos singles durante el mismo año, incluyendo su obra "Oración por la Paz" - presentada en New York en el Concierto Internacional para Ucrania- Otero ha publicado en 2023 un nuevo trabajo conceptual titulado "Ridiculo", ofreciendo un compendio de nuevas canciones de su autoría, grabado en Miami, con toda las vocales e instrumentos interpretadas por el compositor y posteriormente adicionando a la Orquesta de Cuerdas VSRE, un ensamble  de origen venezolano. 
Fernando Otero ha sido nombrado Artista Yamaha por Yamaha Artist Services de Nueva York y se ha unido a su lista de Artistas de Piano Contemporáneos. Otero dijo sobre su designación: "Durante décadas Yamaha ha estado innovando en la construcción de pianos altamente refinados y con un sonido fuertemente distintivo, lo que me ha inspirado y motivado en la búsqueda de nuevos niveles de creatividad musical". Bonnie Barrett, directora de Yamaha Artist Services, Inc., dijo: "Estamos encantados de darle la bienvenida a un pianista cuya voz representa una intersección única entre la música clásica y contemporánea, con un trabajo basado en sus raíces argentinas. Fernando es un innovador reflexivo y un Músico extraordinario y esperamos años de colaboración fructífera".

## Premios y nominaciones
| Premios Grammy Latinos | Premios Grammy Latinos                  | Premios Grammy Latinos | Premios Grammy Latinos | Premios Grammy Latinos |
| Año                    | Categoría                               | Trabajo Nominado       | Resultado              | Ref.                   |
| ---------------------- | --------------------------------------- | ---------------------- | ---------------------- | ---------------------- |
| 2010                   | Mejor Álbum de Música Clásica           | Vital                  | Ganador                |                        |
| 2015                   | Mejor Álbum Clásico                     | Ritual                 | Nominado               |                        |
| 2015                   | Mejor Composición Clásica Contemporánea | Conexión               | Nominado               |                        |
| 2016                   | Mejor Composición Clásica Contemporánea | Jardín del Adiós       | Nominado               | [ 23 ]                 |
| 2017                   | Mejor Álbum de Tango                    | Solo Buenos Aires      | Ganador                | [ 24 ]                 |

## Discografía

### Álbumes de estudio
- 1997 - ‘’Fernando Otero’’  - Reeditado en 2014 -
- 1998 - ‘’Tango de Mier y Pesado’’ (con Cesar Olguín) (con Pentagrama Records)
- 1999 - ‘’Escenas’’
- 2000 - ‘’Chamber Music’’
- 2001 - ‘’Siderata‘’
- 2003 - ‘’Plan’’  (con EPSA)
- 2005 - ‘’Revisión’’  (con EPSA)
- 2007 - ‘‘Página de Buenos Aires (con Warner Music)
- 2008 - ‘‘Expansión'
- 2009 - ‘’Material’’ (con Warner Music)
- 2010 - ‘’Vital’’ (con Harmonia Mundi)
- 2012 - ‘’Fernando Otero Remastered’’  (con Siderata Records)
- 2013 - ‘’Romance’’ (con Soundbrush Records)
- 2014 - ‘’Prima Donna’’ (con Siderata Records)
- 2015 - ‘’Ritual‘’   (con Siderata Records)
- 2016 - "Enigma" (con Siderata Records)
- 2017 - "Solo Buenos Aires"  con Siderata Records)
- 2018 - "Vox" (con Siderata Records)
- 2019 - "Astrantia" (con Siderata Records)
- 2020 - "Can You Hear The Flowers"  (con Siderata Records)